# Dirk Wayenberg
Dirk Wayenberg (Geraardsbergen, 14 de setembro de 1955 — Temse, 15 de março de 2007) foi um ciclista bélgico, que era profissional entre 1977 à 1989. Ele terminou em último lugar no Tour de France 1988.